# Karel Benedík

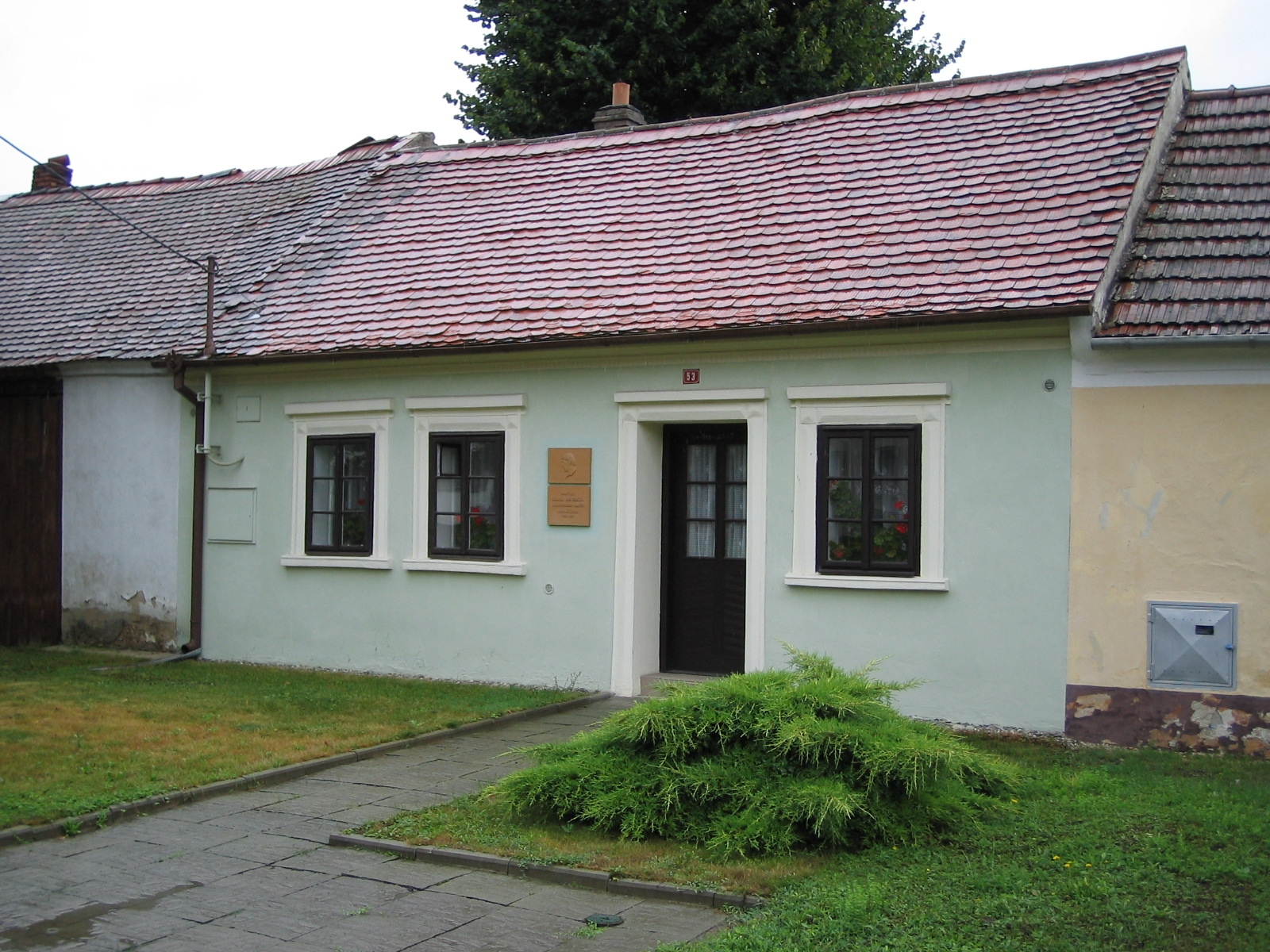
Rodný dům Karla Benedíka v Kozojídkách

Karel Benedík (6. listopadu 1923 Kozojídky – 17. ledna 1997 Veselí nad Moravou) byl český malíř a restaurátor.

## Život

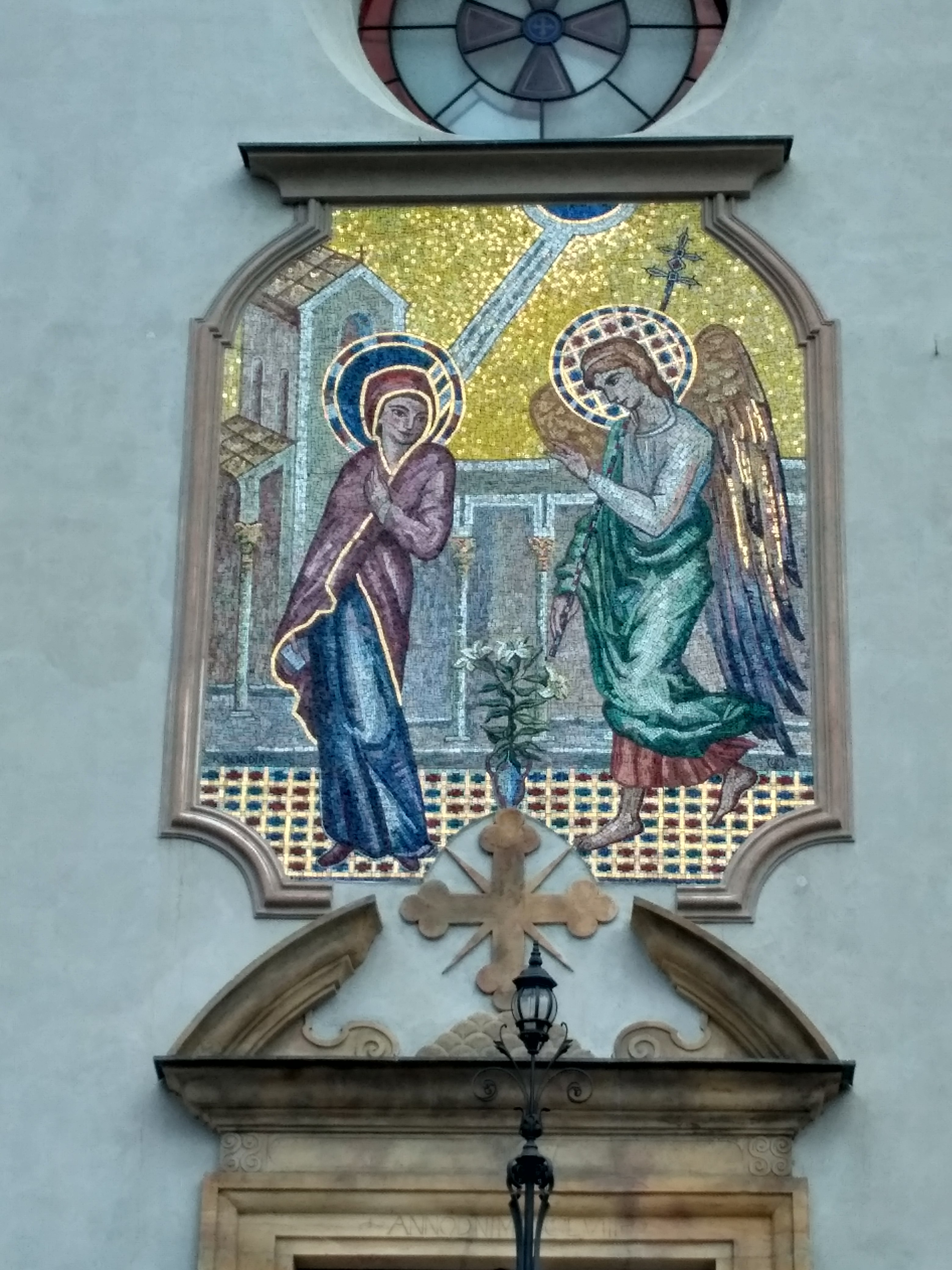
Mozaiku Zvěstování Panně Marii na kostele Zvěstování Páně v Olomouci vytvořil Karel Benedík v roce 1972.

Nejprve se vyučil malířem pokojů, poté vystudoval Akademii výtvarných umění v Praze a zaměřil se na restaurátorskou činnost. Od roku 1965 působil trvale na rodném Slovácku. Rodný kraj ho inspiroval při krajinomalbě, ale především při malbě portrétů a slováckých lidových krojů.
Jeho restaurátorské dílo zahrnuje například triptych stropu sněmovního sálu v kroměřížském zámku, fresky v knihovně a refektáři v klášteře Hradisko v Olomouci, nástěnné malby v lékárně v Uherském Hradišti či trojice oltářních obrazů v kostele Nanebevzetí Panny Marie v Kokorách.
Dále pak restauroval ve veltruském zámku sál Marie Teresie.
V roce 1958 provedl restaurování stropu nad schodištěm budovy radnice v Broumově.